# Colpochila bimucronata
Colpochila bimucronata är en skalbaggsart som beskrevs av Lea 1917. Colpochila bimucronata ingår i släktet Colpochila och familjen Melolonthidae. Inga underarter finns listade i Catalogue of Life.